# Champlin (Minnesota)
Champlin ist eine Stadt im US-Bundesstaat Minnesota. Sie ist im Norden des Hennepin County gelegen und hatte bei der Volkszählung 2020 des US Census Bureau 23.919 Einwohner.

## Geografie
Champlin liegt rund 23 Kilometer nordwestlich des Stadtzentrums von Minneapolis in der Metropolregion Minneapolis–Saint Paul. Die Stadt liegt am Mississippi River, welcher im Nordosten die Stadtgrenze darstellt. Nach Angaben des United States Census Bureau beträgt die Fläche der Stadt 22,8 Quadratkilometer, davon sind 1,0 Quadratkilometer Wasserflächen.

## Geschichte
Die erste dauerhafte Siedlung auf dem Gebiet des heutigen Champlins entstand 1852. Am 11. Mai 1858 wurde das Champlin Township eingerichtet. Ein Jahr später wurde dieses in zwei Townships aufgeteilt, das Champlin und Dayton Township.
Innerhalb des Champlin Townships wurde am 14. Oktober 1946 eine eigenständige Village gegründet, im Jahr 1971 entstand aus Township und Village die Stadt Champlin. Wie auch in vielen anderen Vororten der Twin Cities setzte in der zweiten Hälfte des 20. Jahrhunderts ein starkes Bevölkerungswachstum ein.

### Bevölkerungsentwicklung
| 1970  | 1980  | 1990   | 2000   | 2010   | 2020   |
| ----- | ----- | ------ | ------ | ------ | ------ |
| 4.524 | 9.006 | 16.849 | 22.193 | 23.089 | 23.919 |

## Demografische Daten
Nach den Angaben der Volkszählung 2000 leben in Champlin 22.193 Menschen in 7425 Haushalten und 5925 Familien. Ethnisch betrachtet setzt sich die Bevölkerung aus 95,0 Prozent weißer Bevölkerung, 1,7 Prozent asiatischen Amerikanern, 1,4 Prozent Afroamerikanern sowie anderen kleineren oder mehreren Gruppen zusammen. 1,1 Prozent der Einwohner zählen sich zu den Hispanics.
In 50,5 % der 7425 Haushalte leben Kinder unter 18 Jahren, in 67,4 % leben verheiratete Ehepaare, in 8,6 % leben weibliche Singles und 20,2 % sind keine familiären Haushalte. 14,9 % aller Haushalte bestehen ausschließlich aus einer einzelnen Person und in 2,6 % leben Alleinstehende über 65 Jahre. Die durchschnittliche Haushaltsgröße liegt bei 2,99 Personen, die von Familien bei 3,35.
Auf die gesamte Stadt bezogen setzt sich die Bevölkerung zusammen aus 33,6 % Einwohnern unter 18 Jahren, 7,0 % zwischen 18 und 24 Jahren, 38,4 % zwischen 25 und 44 Jahren, 17,4 % zwischen 45 und 64 Jahren und 3,7 % über 65 Jahren. Der Median beträgt 32 Jahre. Etwa 49,6 % der Bevölkerung ist weiblich.
Der Median des Einkommens eines Haushaltes beträgt 65.831 USD, der einer Familie 68.890 USD. Das Pro-Kopf-Einkommen liegt bei 24.041 USD. Etwa 2,5 % der Bevölkerung und 2,3 % der Familien leben unterhalb der Armutsgrenze.

## Verkehr
Der U.S. Highway 169 führt in Nord-Süd-Richtung durch Champlin. Weitere nahegelegene Hauptverkehrsstraßen sind der U.S. Highway 10 und 610, sowie in sechs Kilometer Entfernung der Interstate 94.
Der nächstgelegene Flugplatz ist der Anoka County-Blaine Airport in rund 15 Kilometer Entfernung. Der Verkehrsflughafen Minneapolis-Saint Paul International Airport liegt etwa 35 Kilometer entfernt.

## Persönlichkeiten
- John Bauer (* 1969), Skilangläufer